# Pygeum brevifolium
Pygeum brevifolium är en rosväxtart som beskrevs av Joseph Dalton Hooker. Pygeum brevifolium ingår i släktet Pygeum och familjen rosväxter. Inga underarter finns listade i Catalogue of Life.